# Palus Epidemiarum

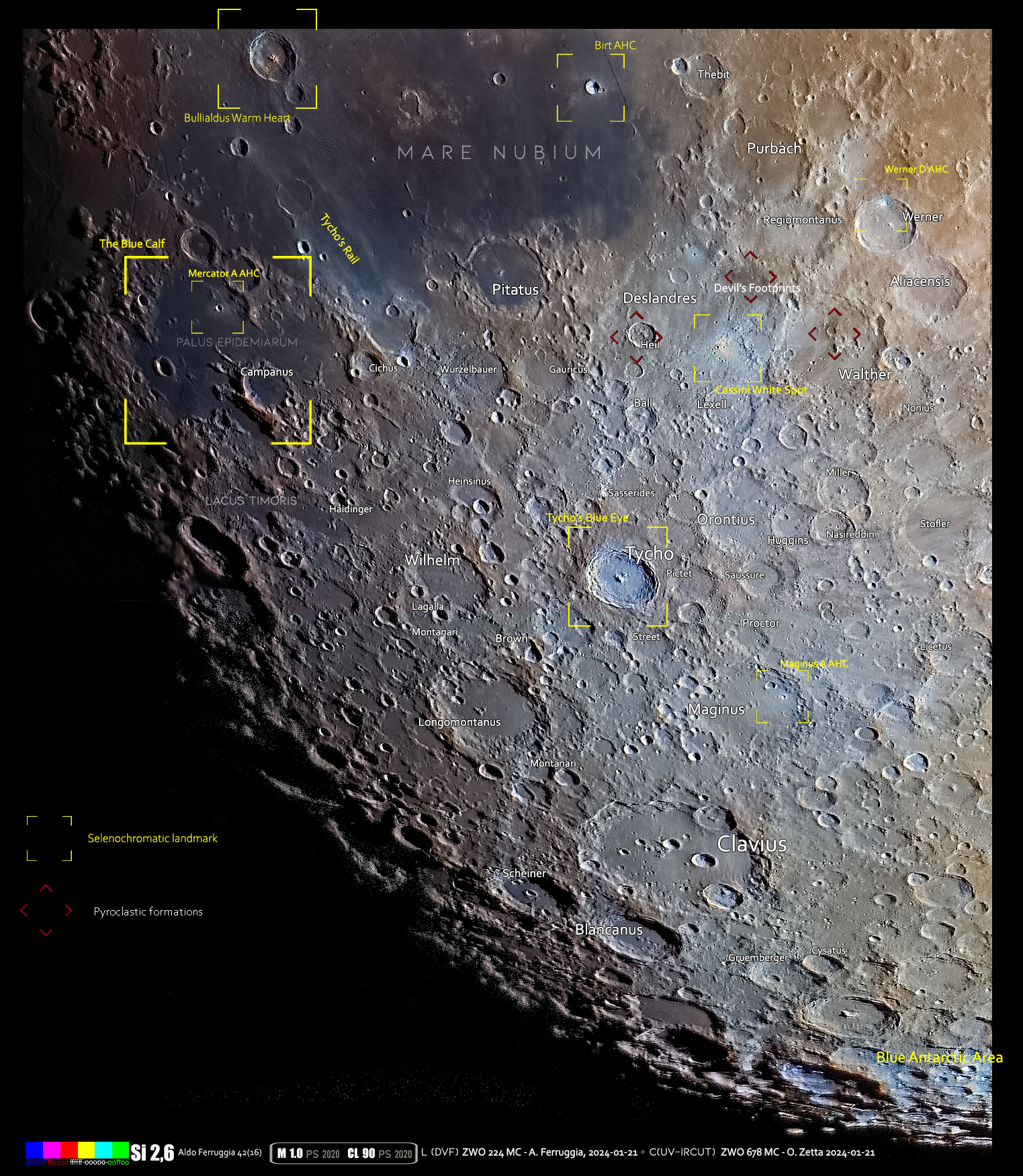
Área del mare (a la izquierda) en formato selenocromático

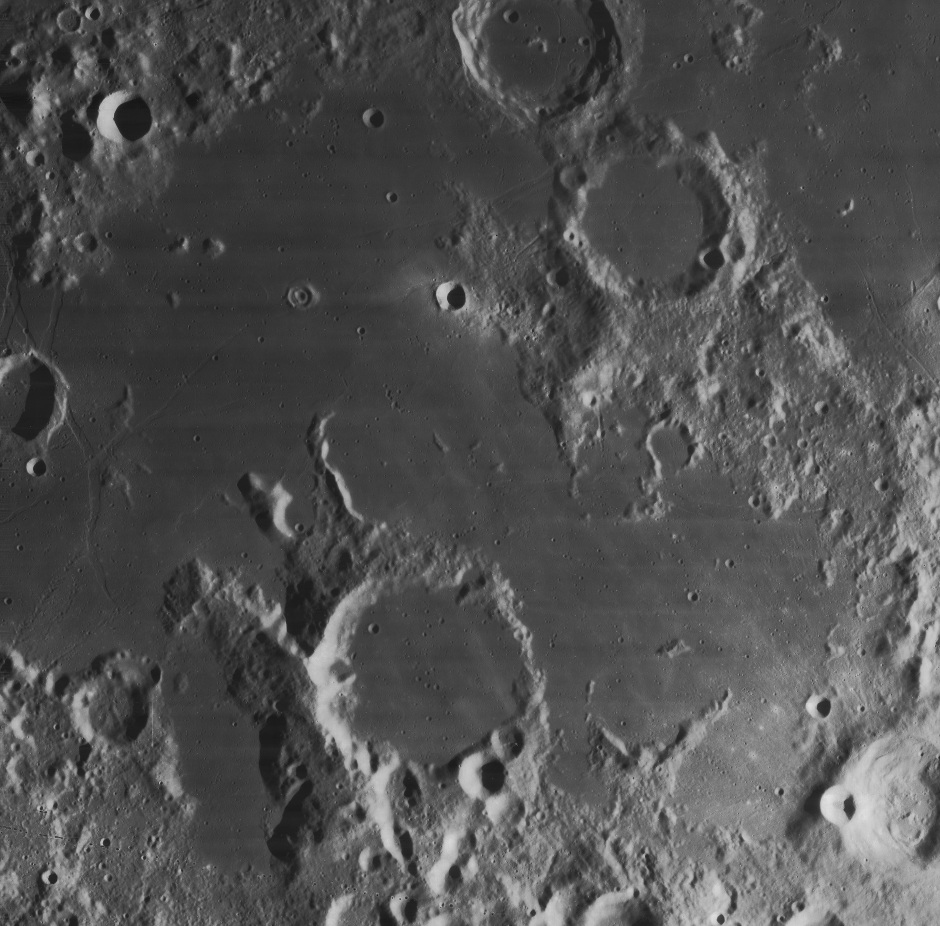
Lunar Orbiter 4; imagen de 1967

El Palus Epidemiarum (en latín,Pantano de las Epidemias) es un pequeño mare, situado en la parte suroeste de la cara visible de la Luna. Se halla al suroeste del Mare Nubium y al sureste del Mare Humorum. Forma una banda áspera de terreno inundado de coladas de lava generalmente con rumbo oeste-este, con una extensión orientada hacia el norte en su límite occidental.
Este mare es notable por un sistema de grietas en su lado occidental denominado Rimae Ramsden, y sobre todo por la Rima Hesiodus, un canal de gran anchura que se extiende desde centro del Palus Epidemiarum hacia el este-noreste a lo largo de unos 300 km. El cráter inundado de lava Capuanus ocupa el centro del sector sur del mare, anexo a un entrante del contorno. Próximo al extremo occidental se halla el cráter también inundado de lava Ramsden, con el cráter Cichus en el extremo oriental del mare.
La extensión del norte del mare alcanza el exterior de los brocales de los cráteres Campanus y Mercator. Un valle estrecho entre estos dos cráteres une el Palus Epidemiarum con el Mare Nubium, con una de las grietas del Rimae Ramsden siguiendo el curso de esta hendidura. El pequeño cráter-doble amurallado Marth, situado al sur del punto central de esta extensión.
Las coordenadas selenográficas del Palus Epidemiarum son 32°00′S 28°12′O / -32.0, -28.2. Su diámetro envolvente es de unos 286 km. Datos altimétricos de la misión Clementine muestran una pendiente descendente del oeste hacia el este, con una diferencia de cota de unos 2 km entre sus puntos extremos.
Su designación fue incluida por Adela Blagg y Karl Müller en su relación de 1935.